# Лончкі-Павлувек
Лончкі-Павлувек (пол. Łączki-Pawłówek) — село в Польщі, у гміні Божехув Люблінського повіту Люблінського воєводства.
Населення — 135 осіб (2011).

## Демографія
Демографічна структура станом на 31 березня 2011 року:
|          | Загалом | Допрацездатний вік | Працездатний вік | Постпрацездатний вік |
| -------- | ------- | ------------------ | ---------------- | -------------------- |
| Чоловіки | 67      | 16                 | 40               | 11                   |
| Жінки    | 68      | 13                 | 30               | 25                   |
| Разом    | 135     | 29                 | 70               | 36                   |